# Liste der Naturdenkmale in Calw
| Naturdenkmale | Anzahl |
| ------------- | ------ |
| FND           | 6      |
| END           | 10     |
| Gesamt        | 16     |

Die Liste der Naturdenkmale in Calw nennt die verordneten Naturdenkmale (ND) der im baden-württembergischen Landkreis Calw liegenden Stadt Calw. In Calw gibt es insgesamt 16 als Naturdenkmal geschützte Objekte, davon 6 flächenhafte Naturdenkmale (FND) und 10 Einzelgebilde-Naturdenkmale (END).
Stand: 5. Mai 2020.

## Flächenhafte Naturdenkmale (FND)
| Name                             | Bild | Kennung     | Einzelheiten | Position | Fläche Hektar | Datum         |
| -------------------------------- | ---- | ----------- | ------------ | -------- | ------------- | ------------- |
| Falkenstein (Hirsau) (Nr. 126)   | BW   | 82350850012 | Calw         | ⊙        | 0,0           | 22. Okt. 1949 |
| Falkenstein (Kentheim) (Nr. 120) | BW   | 82350850007 | Calw         | ⊙        | 0,0           | 22. Okt. 1949 |
| Gimpelstein (Nr. 119)            | BW   | 82350850006 | Calw         | ⊙        | 0,0           | 22. Okt. 1949 |
| Granitvorkommen (Nr. 124)        | BW   | 82350850010 | Calw         | ⊙        | 0,0           | 22. Okt. 1949 |
| Kuckucksfelsen (Nr. 121)         | BW   | 82350850008 | Calw         | ⊙        | 0,0           | 22. Okt. 1949 |
| Rehgrundquelle (Nr. 98)          | BW   | 82350850005 | Calw         | ⊙        | 0,0           | 22. Okt. 1949 |
| Legende für Naturdenkmal         |      |             |              |          |               |               |

## Einzelgebilde (END)
| Name                                                  | Bild           | Kennung     | Einzelheiten | Position | Fläche Hektar | Datum         |
| ----------------------------------------------------- | -------------- | ----------- | ------------ | -------- | ------------- | ------------- |
| Bruderhöhle (Nr. 125)                                 |                | 82350850011 | Calw         | ⊙        | 0,0           | 22. Okt. 1949 |
| Forche am Doma (Nr. 326)                              | weitere Bilder | 82350850018 | Calw         | ⊙        | 0,0           | 4. Sep. 1953  |
| Große Buche (Nr. 95)                                  |                | 82350850002 | Calw         | ⊙        | 0,0           | 22. Okt. 1949 |
| Kastanie (Nr. 96)                                     |                | 82350850003 | Calw         | ⊙        | 0,0           | 22. Okt. 1949 |
| Linden-Pappelgruppe beim Wasserhochbehälter (Nr. 302) | BW             | 82350850017 | Calw         | ⊙        | 0,0           | 4. Sep. 1953  |
| Ulmen bei der Klosterruine (Nr. 127)                  |                | 82350850013 | Calw         | ⊙        | 0,0           | 22. Okt. 1949 |
| Vier Linden am Welschen Häusle (Nr. 122)              |                | 82350850009 | Calw         | ⊙        | 0,0           | 22. Okt. 1949 |
| Wackelstein (Nr. 130)                                 | weitere Bilder | 82350850016 | Calw         | ⊙        | 0,0           | 22. Okt. 1949 |
| Zwei alte Linden (Nr. 93)                             |                | 82350850001 | Calw         | ⊙        | 0,0           | 22. Okt. 1949 |
| zwei Wellingtonien (Nr. 129)                          | weitere Bilder | 82350850015 | Calw         | ⊙        | 0,0           | 22. Okt. 1949 |
| Legende für Naturdenkmal                              |                |             |              |          |               |               |